# Pomník padlým v 1. světové válce (Šlapanice)
Pomník padlým v první světové válce s názvem Plačící matka stojí v městském parku ve Šlapanicích v okrese Brno-venkov. Je chráněn jako kulturní památka ČR.

## Historie
V roce 1924 akademický sochař Josef Kubíček vytvořil pomník padlým šlapanickým vojínům v první světové válce pod názvem Plačící matka. Na pomníku bylo vyryto 84 jmen šlapanických mužů; na frontě padlo třicet mužů, úředně bylo prohlášeno za mrtvé jedenáct a osm za nezvěstné, na následky zranění na frontě zemřelo doma osm a dvacet sedm v cizině. Péči Komitétu pro postavení pomníku občanům ze Šlapanic, padlým ve světové válce, pod vedením ruského legionáře Jana Duchaně, byl pomník v roce 1924 postaven. Pomník je veden v Centrální evidenci válečných hrobů pod číslem CZE-6216-17453.

## Popis
Ve čtvercové ohrádce s půlkruhově vydutou přední části stojí postava ženy, která představuje truchlící matku hledající hrob svého muže a syna.
Na čtvercovém podstavci s jednoduchou římsou je vysoká podnož ve tvaru skály, která znázorňuje stupňovitý terén. Na skále jsou plasticky zobrazené navršené prapory, helmy a kříže. Na této mohyle stojí postava ženy v nadživotní velikosti stojící v kontrapostu s nakročenou pravou nohou, nakloněnou dopředu se sepjatýma rukama v klíně. Oděv představuje splývavý jednoduchý šat a halenu.  
Pod plastickou výzdobou je nápis: 
| „ | VĚČNÁ PAMĚŤ OBĚTEM SVĚTOVÉ VÁLKY 1914–1918 | “ |

Po stranách soklu a vzadu jsou nápisy se jmény padlých. Jméno nezvěstného vojína Františka Fialy bylo později z pomníku vymazáno. Ze SSSR se totiž po čtyřiceti dvou letech vrátil do Šlapanic se svou ženou a synem.
Použitým materiálem je pískovec a umělý kámen.